# Helina auricolis
Helina auricolis este o specie de muște din genul Helina, familia Muscidae, descrisă de Oliveira Albuquerque în anul 1980. Conform Catalogue of Life specia Helina auricolis nu are subspecii cunoscute.